# Olindagorgia gracilis
Olindagorgia gracilis is een zachte koraalsoort uit de familie Gorgoniidae. De koraalsoort komt uit het geslacht Olindagorgia. Olindagorgia gracilis werd in 1868 voor het eerst wetenschappelijk beschreven door Verrill. 